# Azerbaidjan als Jocs Olímpics de la Joventut
Azerbaidjan participa als Jocs Olímpics de la Joventut des de la primera edició, realitzada a Singapur de 2010.

## Medalles

### Jocs Olímpics d'estiu de la Joventut
| Esdeveniment      | Or | Plata | Bronze | Total |
| Singapur 2010     | 0  | 5     | 3      | 8     |
| Nanquín 2014      | 5  | 6     | 1      | 12    |
| Buenos Aires 2018 | 0  | 0     | 0      | 0     |
| Total             | 5  | 11    | 4      | 20    |

### Jocs Olímpics d'hivern de la Joventut
| Esdeveniment | Or | Plata | Bronze | Total |
| Lausana 2010 | 0  | 0     | 0      | 0     |
| Total        | 0  | 0     | 0      | 0     |